# Śniadanie wiedeńskie
Śniadanie wiedeńskie – posiłek podawany w okresie międzywojennym oraz do lat 60. ubiegłego stulecia, w dobrych restauracjach i kawiarniach. Składało się na nie: biała kawa, dwie bułeczki kajzerki, masło oraz dwa jajka w szklance. Posiłek nie wywodzi się z tradycji kuchni austriackiej, a nazwa jedynie podkreślała jego elegancję.
Jajka w szklance przygotowuje się w następujący sposób: na dno szklanki kładzie się niewielką ilość świeżego masła, następnie wbija się ostrożnie do szklanki dwa jajka tak, aby żółtko się nie rozlało. Tak przygotowaną szklankę zanurza się we wrzątku i gotuje aż do momentu, kiedy białko się zetnie. W tym momencie potrawa jest gotowa do podania.
Śniadanie wiedeńskie jest podawane nadal w niektórych restauracjach i kawiarniach krakowskich. Do obowiązkowych jajek zazwyczaj serwowane są dodatkowo kiełbaski lub wędliny oraz dżem lub miód.